# Eucharassus wappesi
Eucharassus wappesi là một loài bọ cánh cứng trong họ Cerambycidae.